# Шелбі (округ, Алабама)
Шаблон:StateAbbr_ 33°15′55″ пн. ш. 86°40′04″ зх. д. / 33.265277777778° пн. ш. 86.667777777778° зх. д.
 Ше́лбі (англ. Shelby County) — округ (графство) у штаті Алабама. Ідентифікатор округу 01117.

## Історія
Округ Шелбі був створений актом Генеральної Асамблеї штату Алабама від 7 лютого 1818 з колишніх земель індіанців з племені Кріки після Крікської війни.

## Демографія
За даними перепису
2000 року
загальне населення округу становило 143 293 осіб, зокрема міського населення було 91 557, а сільського — 51 736.
Серед мешканців округу чоловіків було 70 257, а жінок — 73 036. В окрузі було 54 631 домогосподарство, 40 617 родин, які мешкали в 59302 будинках.
Середній розмір родини становив 3,04.
Віковий розподіл населення поданий у таблиці:
| Стать    | До 15 років | 15-21 | 22-29 | 30-39 | 40-49 | 50-65 | 65-85 | Понад 85 |
| -------- | ----------- | ----- | ----- | ----- | ----- | ----- | ----- | -------- |
| Чоловіки | 16334       | 6375  | 7631  | 12036 | 11768 | 10916 | 4906  | 291      |
| Жінки    | 15398       | 6208  | 8251  | 12540 | 12472 | 11185 | 6223  | 759      |

## Персоналії
- Генрі Волтголл (1878—1936) — американський кіноактор.

## Суміжні округи
- Сент-Клер — північний схід
- Талладіга — схід
- Куса — південний схід
- Чилтон — південь
- Бібб — південний захід
- Джефферсон — північний захід

## Виноски
1. ↑  American FactFinder. Бюро перепису населення США. Архів оригіналу за 26 лютого 2012. Процитовано 31 січня 2008. [Архівовано 2008-05-21 у Wayback Machine.]